# 空中巴士超級大白鯨
空中巴士A330-700L（簡稱：超級大白鯨），是一種由空中巴士公司設計、建造和營運，用於運送飛機大型半成品的特殊用途貨機。該機以A330-200型客機為基礎開發而成。作為空中巴士大白鯨的後續機種，該機也如同前述機種般具有巨大的機身上半部與造型獨特的機首駕駛艙。2018年7月19日完成首航，2020年1月20日投入服務。

## 開發過程

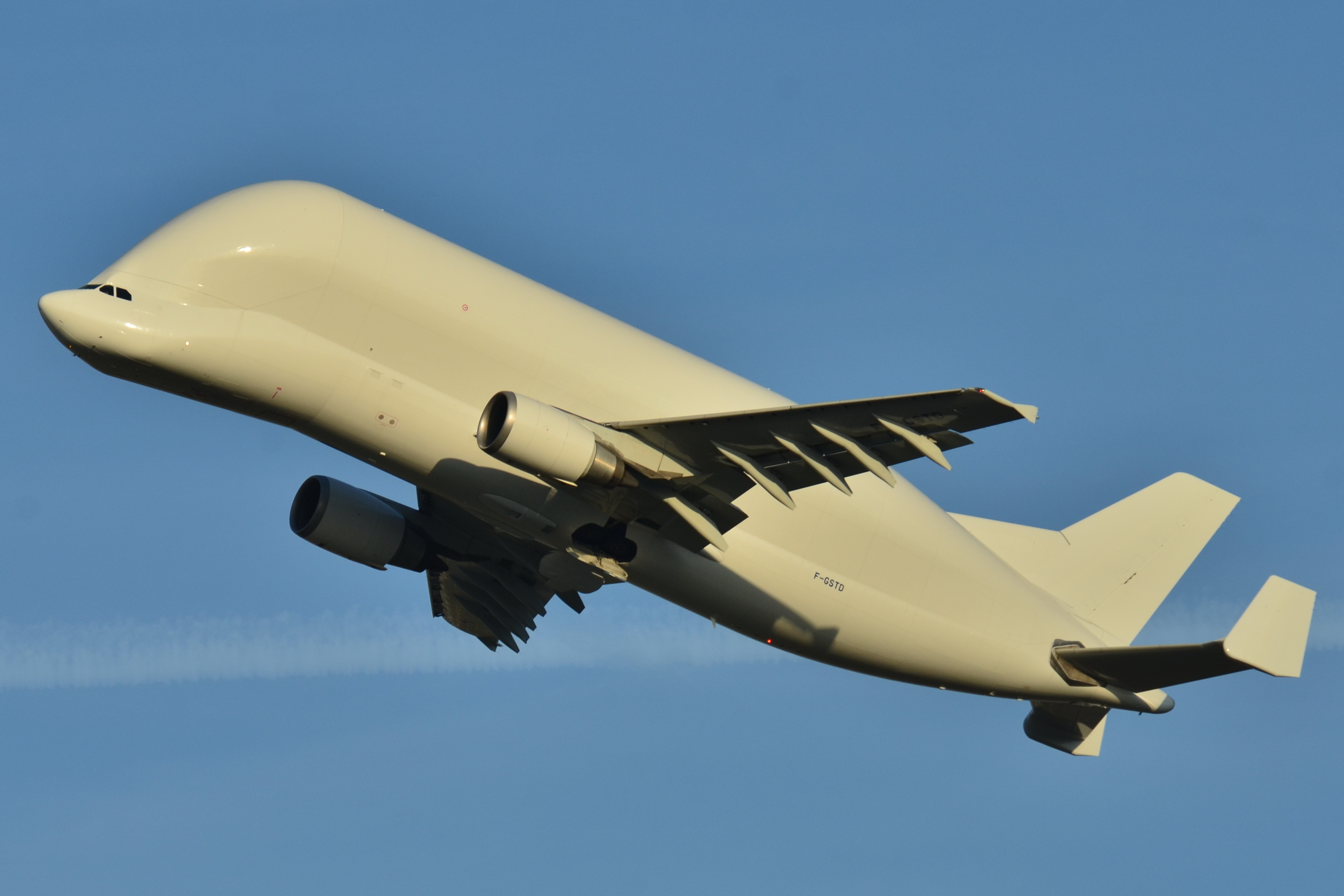
超級大白鯨的前身空中巴士A300-600ST（大白鯨）

2013年起，面對空中巴士的產能增長，原有的五架空中巴士A300-600ST已無法負擔所有的需求。經評估安托諾夫An124和An225、波音C-17环球霸王III和Dreamlifter，以及自家的A400M後，該公司決定自行設計一款新型的貨機。 該計劃於2014年11月起開始進行，將建造五架新貨機以替換現有的五架大白鯨，新貨機的設計於2016年9月16日對外公佈。
2019年6月7日，空中巴士決定再追加1架超級大白鯨，也因此超級大白鯨由原本的5架增加至6架。

### 機隊營運
超級大白鯨引進後，現有的5架大白鯨將持續服役。為應付單走道客機產量增加的需求以運送更多的飛機半成品，兩款貨機將同時運作至少五年。目前的大白鯨機隊於2017年時總共飛行了8,000多小時，比2014年多了一倍，但該機種目前使用僅達到其設計壽命的一半，除此之外，該機也可用於進行民間或軍事後勤運輸。
在原有五架大白鯨於2021年退役前，新建造的三架超級大白鯨加入後，機隊將擁有八架貨機。原有的大白鯨機隊，每日運送5次，每週飛行6天，已達到其使用極限，若包含在地面上行進的時間，2017年時使用總時數已達到10,000小時。以舊款大白鯨運送A330的半成品零件的時間，將是運送A320半成品時間的3倍，而A350則達到9倍。

### 生產製造
飛機機身下半部先於A330生產線進行組裝，然後運送至另一廠房進行為期一年的上半部機身以及下半部機鼻組裝。 第一段機身於2016年11月運抵土魯斯，最終的組裝則於2016年12月6日開始。第一個大型的部件：一塊中心部位及兩塊側後方的蒙皮，於2017年4月12日從位於西班牙貝蘭特維利亞的工廠運抵土魯斯的L34最終組裝廠房。
由位於法國莫爾特的 Stelia Aerospace 建造，12米長、4米寬、重8.2噸的機鼻部位於2017年5月送達；9米寬、長高8米、重2.1噸的上半部前貨艙門門框，於2017年7月7日從 Stelia Rochefort 送達；重3.1噸、10米長、8米高的艙門於2017年9月自 Stelia Rochefort 送達。
2017年10月，包含控制系統在內的75%機身已製造完成，機尾部位前方的機電系統已送達並完成整合。首次飛行將排定於2018年夏天進行，之後進行為期十個月的飛行測試，以期能於2019年取得適航認證。第二架飛機將於2018年12月進行最後組裝，之後三架將以每年完成一架的進度完成。
在垂直尾翼、尾錐，以及包含外側垂直安定面在內的水平尾翼組裝完畢後，主要機門將於2017年11月中旬安裝，以期能於2017年底發動飛機。飛行測試將使用單一一架安裝測量儀器的飛機。2018年1月，第二架飛機半成品抵達土魯斯進行組裝，經由組裝第一架時得到的經驗，第二架飛機縮減了二個月的組裝時程。

### 测试

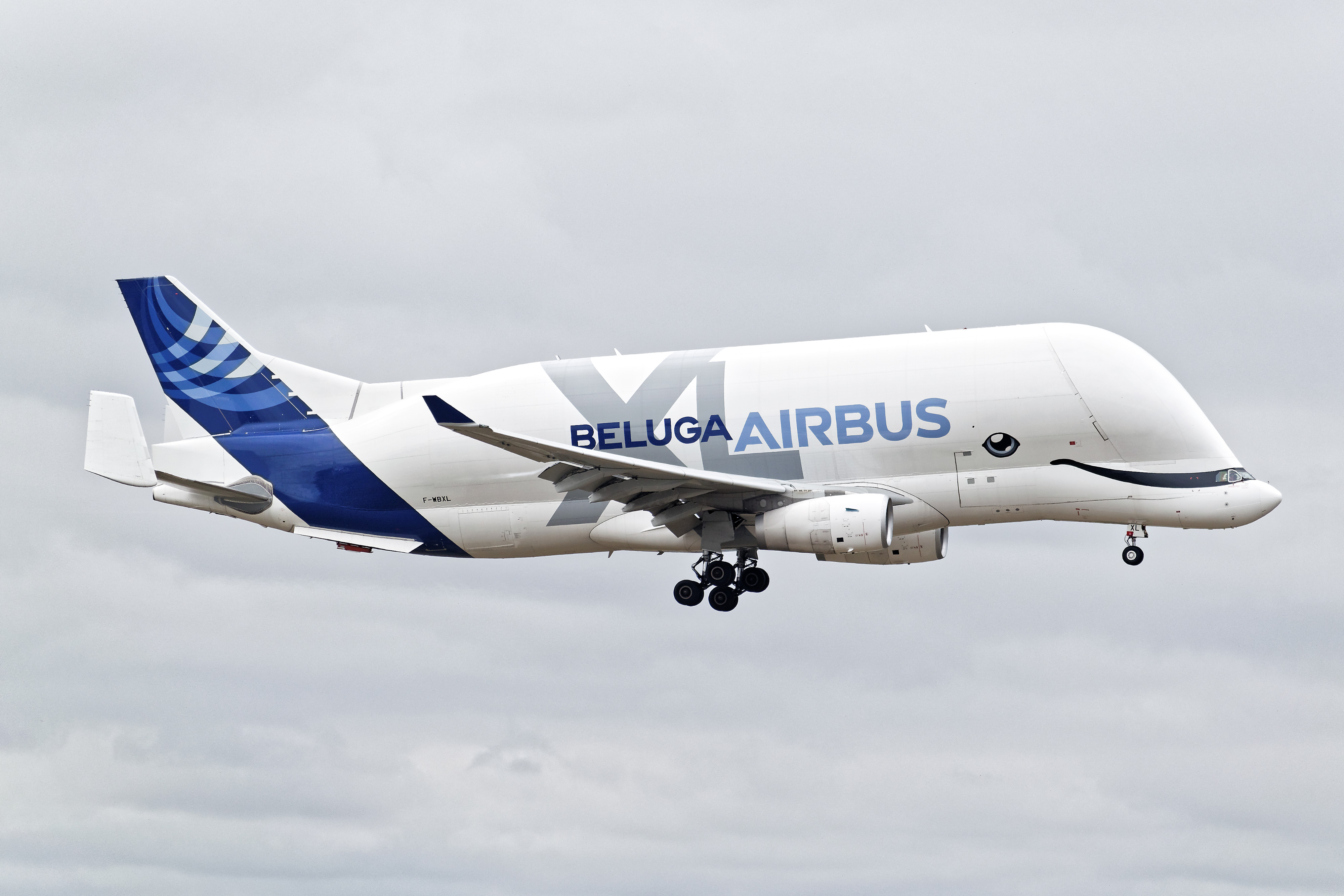
超級大白鯨側面塗裝

第一架超級大白鯨在無塗裝以及無掛載引擎的狀態下，於2018年1月4日離開組廠線。計畫先進行1000小時以內的飛行測試，掛載引擎後，將進行為期數月的地面測試，以測試系統的運作，同時並於土魯斯及漢堡，進行子項目測試，利用飛行模擬器以及在實驗室內，進行模擬飛行載重以及全尺寸上層氣泡和下層機層整合部件的複製部件測試，以評估頒發適航認證的機種和形式。
2018年3月，第一架超級大白鯨 (MSN1824) 完成引擎掛載，此時第二架 (MSN1853) 已完成30%的安裝。MSN1824於完成起落架以及飛行控制系統測試後，將裝填燃油及進行地面測試。第三架飛機將於2018年底前開始組裝。於歐洲的測試完成後，MSN1853將於2019年開始飛行，此時MSN1824機上所有的測試儀器也將全數移除 。該機於2018年4月在掛載引擎後推出廠外，當時並未裝上翼尖帆。
超級大白鯨於2018年6月初通過地面振動測試，法國國家航太研究中心 (ONERA) 及德國航太中心 (DLR) 測量該機的飛行動力學以及飛行包絡線模型，該飛行測試須至少進行600小時。此時第二架飛機的下半部機身已於6月中旬完成，而上層機身及艙門安裝將於9月及10月完成。第一架飛機於2018年7月19日進行首次飛行。

## 設計

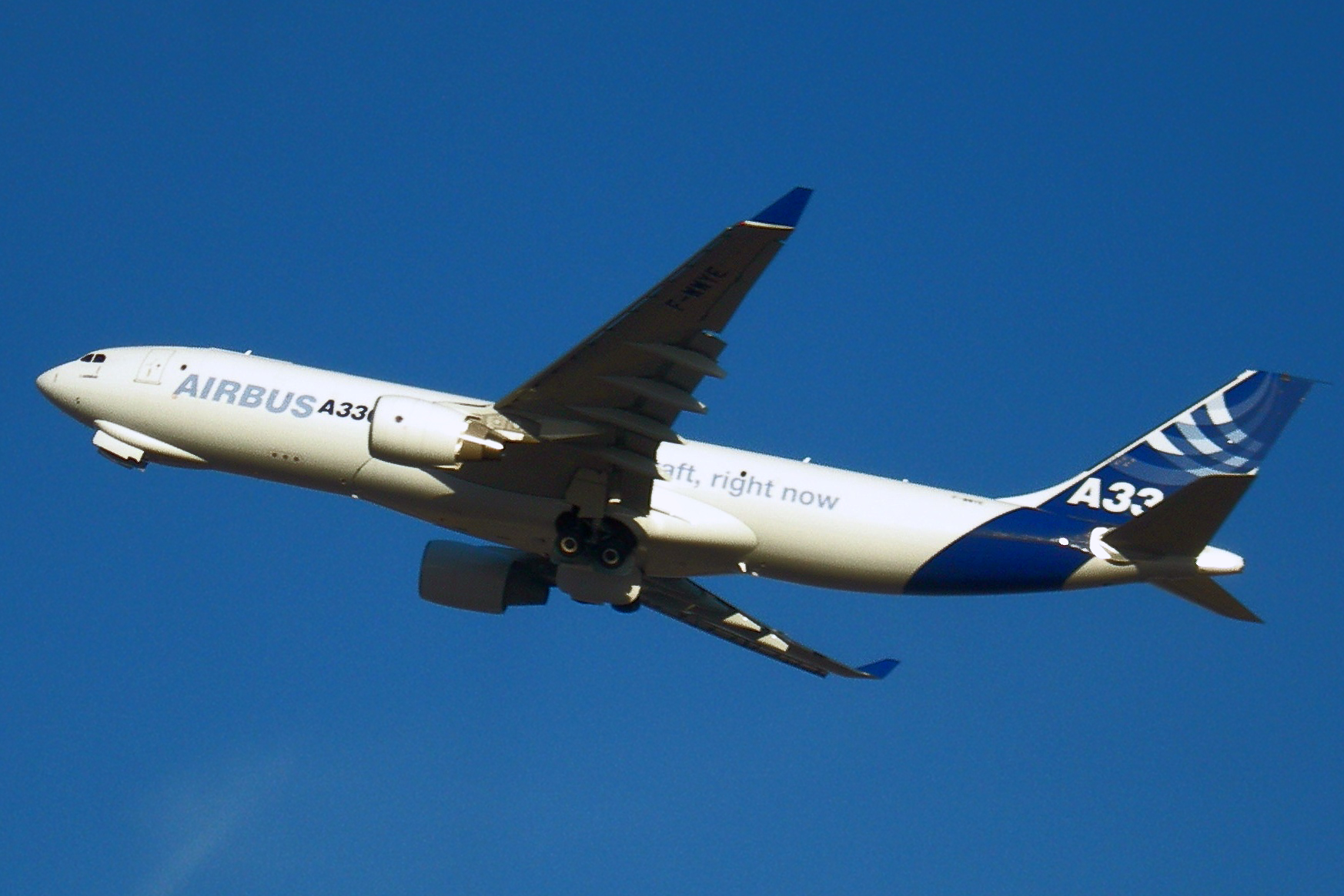
超級大白鯨以A330（上圖）為基礎開發

比起現有的大白鯨，超級大白鯨將能夠攜帶兩片A350 XWB機翼，而非只有一片。新型飛機將比大白鯨加長6米 (20英尺) 以及加寬1米，能夠多承載4噸有效載荷。因為重心設計之故，該機的前段機身是基於A330-200，而後段則基於A330-300，並使用A330-200F型貨機的加強型地板及結構；移除上半部機身後，A330的機翼、主起落架、中段及後半部機身構成的底部平台及系統，使用加強金屬結構。在上下半部接合處，使用了8000個新部件，此部份於3個月之內安裝完成。
無加壓機艙以及機尾連帶部件是由西班牙的 Aernnova 公司負責，該部件以連續結構結合包含兩側的蒙皮及頂部弧型結構的上半層機身，最大寬度為8.8米，由法國 Stelia Aerospace 建造。主艙門有24個門閂，機鼻部分包含四人座駕駛艙是由空中巴士負責。該機的垂直尾翼增大了50%，並於水平尾翼末端增加兩片垂直小翼，以及在機尾下方的機腹加裝兩片腹翼。該機飛行速度為0.69馬赫，能在35000英尺高度飛行，比起大白鯨的900海浬航程，本機航程超過2300海浬。德國的 Deharde Aerospace 及 P3 集團將製造上半部機身，垂直尾翼增大結構、垂直小翼以及腹翼是由 Aciturri 提供。
有別於民用型號A330以及軍用型號的A330 MRTT發動機可以選用勞斯萊斯特倫特（Trent）700、通用電氣CF6或普惠PW4000三種發動機，考量到超級大白鯨運送較大物品，加上維持空中巴士飛機零組件及半成品運輸品質及效率，以及空中巴士與勞斯萊斯合作的優勢，因此勞斯萊斯特倫特700發動機設定為超級大白鯨唯一的發動機選項。

## 規格
- 載貨量：51公噸
- 長度：63.1米
- 翼展：60.3米
- 高度：18.9米
- 翼面積：361.6平方米
- 最大起飛重量：227噸
- 展弦比：10.1
- 最大降落重量：187噸
- 最大空載重量：178噸
- 空機重量：125噸
- 機身寬度：8.8米
- 引擎：Rolls-Royce Trent 700發動機（316 lb推力）x2
- 最大航程：2,200海里（4,100）

## 註冊編號及狀態
| 生產序號# | 註冊編號 | 測試時編號 | 首飛日期      | 交機日期       | 機隊序號# |
| --------- | -------- | ---------- | ------------- | -------------- | --------- |
| 1824      | F-GXLG   | F-WBXL     | 2018年7月19日 | 2018年7月19日  | XL1       |
| 1853      | F-GXLH   | F-WBXS     | 2019年4月15日 | 2019年12月6日  | XL2       |
| 1930      | F-GXLI   | F-WWKY     | 2020年7月2日  | 2020年10月26日 | XL3       |
| 1985      | F-GXLJ   | F-WWCO     | 2021年7月20日 | 2021年10月4日  | XL4       |
| 2027      | F-GXLN   | F-WWKO     | 2022年7月21日 | 2022年9月26日  | XL5       |
| 2041      | F-GXLO   | F-WWYX     | 2023年7月12日 | 2023年11月24日 | XL6       |